# Cynthia Payne
Cynthia Payne (Bognor Regis, 1932 - 15 de noviembre de 2015), fue una organizadora de fiestas, activista y política británica.  
Conocida también como Madame Cyn, que regentó un célebre burdel en el Reino Unido. Se presentó para las elecciones con el partido Alianza del Arco Iris.
Falleció el 15 de noviembre de 2015 a los 82 años.